# ادموند متر
ادموند متر (به فرانسوی: Edmond Maître) (زاده ۱۸۴۰ میلادی و درگذشته ۱۸۹۸)، موسیقیدان، مجموعه‌دار و حامی هنر فرانسوی بود. او در بوردو متولد شد و در پاریس درگذشت. او با بسیاری از هنرمندان مشهور زمانه خودش آشنایی و دوستی داشت و با تشویق هنرمندان، خرید آثار آنها، نمایش آنها و برگزاری جلساتی با حضورشان، جهان هنر را در ابتدای جنبش امپرسیونیسم زنده کرد. از هنرمندانی که با او رفت‌وآمد داشتند می‌توان به پیر آگوست رنوآر، هنری فانتین لاتور، ادوار مانه، کلود مونه، فردریک بازیل و پل سزان اشاره کرد. او به خاطر شوخ‌طبعی و خوش‌مشربی بسیار محبوب بود و در چندین اثر از نقاشان امپرسیونیست دیده می‌شود. معشوقه‌اش رافا نیز الهام‌بخش چند اثر از رنوار بوده‌است.